# Права женщин в Брунее
Женщины в Брунее — это женщины, живущие в Брунее. Государственный департамент США заявил, что дискриминация женщин входит в число проблем страны.

## Юридические права

### Репродуктивные права
Аборт в Брунее во большинстве случаев незаконен, за исключением ситуаций угрозы жизни женщины. Ранее наказание за аборт составляло до семи лет лишения свободы, а для лица, осуществившего аборт — от 10 до 15 лет. В 2014 году правительство Брунея в несколько этапов ввело уголовный закон шариата, который должен был ужесточить наказание за аборт до казни через побивание камнями. Эта часть закона должна была вступить в силу в 2016 году, позднее ожидалось его вступление в силу в 2018 году. В 2016 году 22-летнюю женщину приговорили к семи годам лишения свободы за то, что она сделала медикаментозный аборт.

## Нормы одежды
Многие мусульманки в Брунее носят традиционные головные уборы, известные как тудонг.

## Гендерные роли
В последние годы брунейские женщины начали занимать «ответственные должности» в правительстве Брунея. Они могут устроиться на работу в вооруженные силы Брунея, однако им не разрешается служить в боевых условиях.

## Секс-торговля
В Брунее жительницы страны и иностранки становятся жертвами секс-торговли.